# Mietvilla Humboldtstraße 7 (Radebeul)
Die Mietvilla Humboldtstraße 7 liegt im Stadtteil Niederlößnitz der sächsischen Stadt Radebeul. In den 1920er und 1930er Jahren wohnte dort der Volkskundler Alfred Müller.

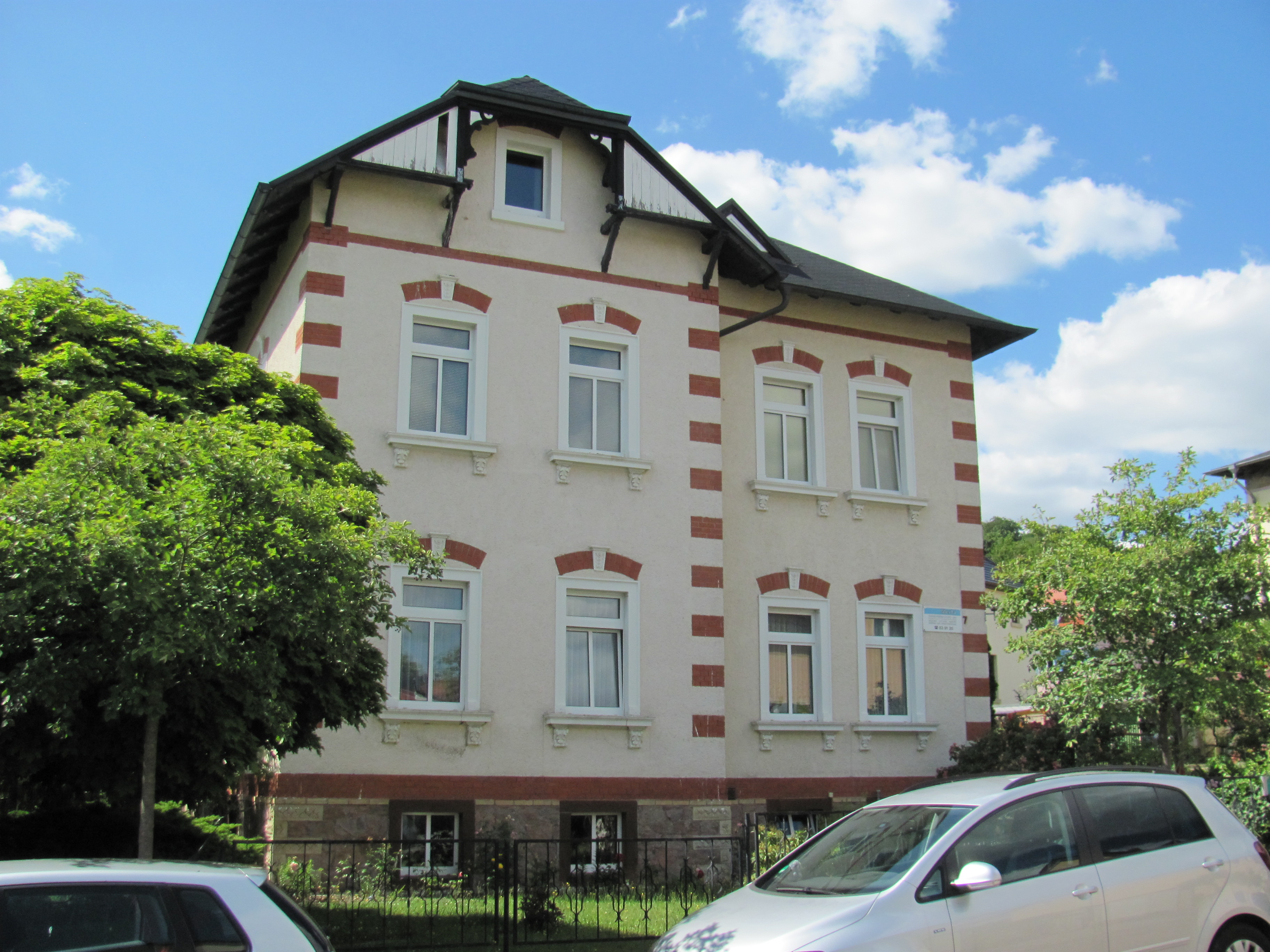
Mietvilla Humboldtstraße 7

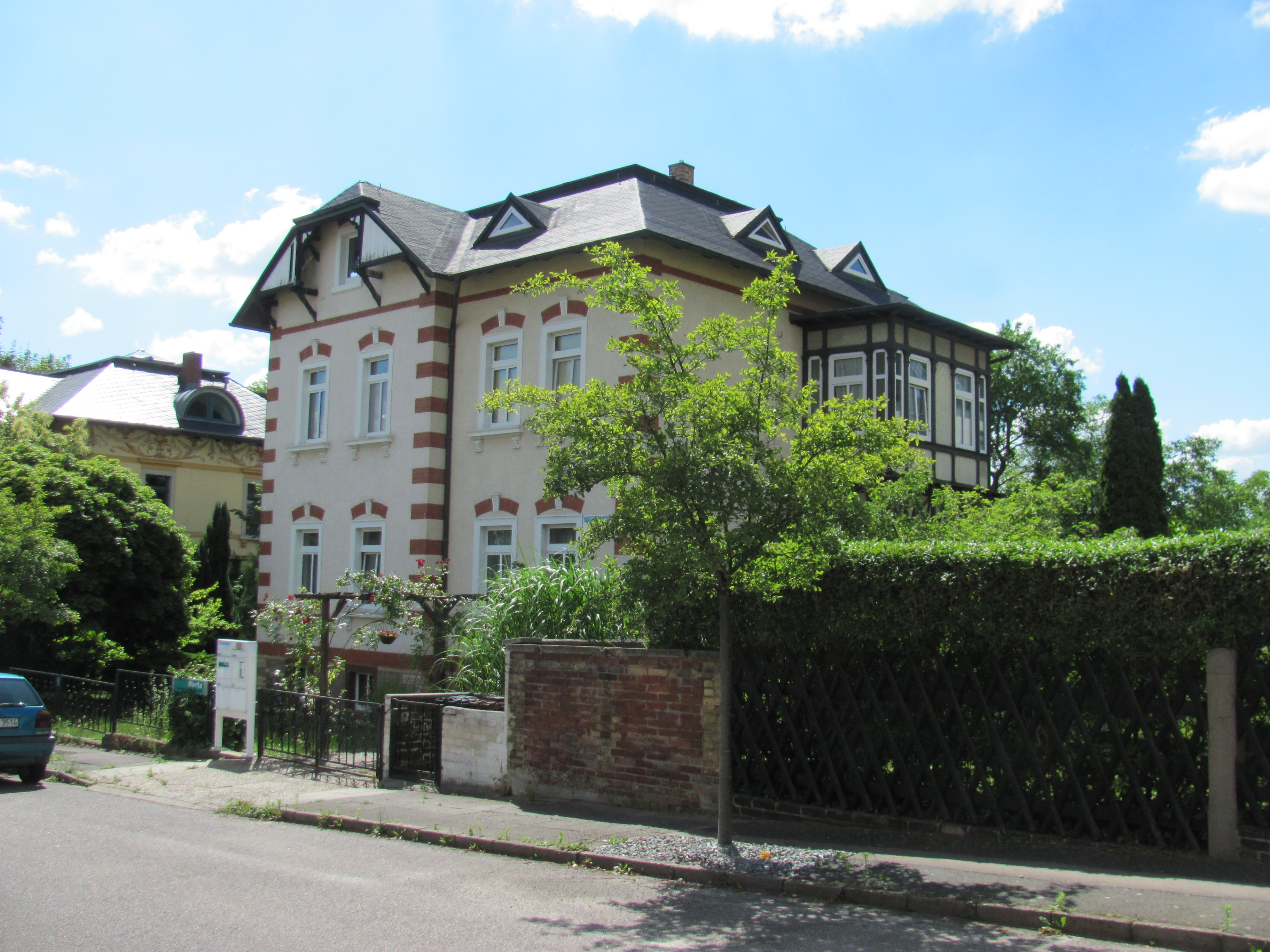
Mietvilla Humboldtstraße 7

## Beschreibung
Die zweigeschossige, unter Denkmalschutz stehende Mietvilla hat ein weit überkragendes, flach geneigtes und abgeplattetes Walmdach, ehemals mit Schieferdeckung. Für die Dachbelichtung sorgen dreieckige Dachgauben.
Das auf einem hohen Sockel aus rotem Syenit-Bruchsteinmauerwerk stehende Wohnhaus zeigt zur Straße eine asymmetrische Hauptansicht. Der links stehende Seitenrisalit nimmt zwei der vier Fensterachsen ein. Der dortige Dreiecksgiebel wird durch ein Gesprenge geziert, darüber befindet sich ein Krüppelwalm. In der rechten Seitenansicht findet sich der Hauseingang. Über eine Freitreppe führt dieser in das Hochparterre durch eine zweigeschossige, nachträglich verglaste Holzveranda.
Der Putzbau wird durch Gesimsbänder und Eckquaderungen aus rotem Ziegelstein gegliedert, dazu kommen ebensolche Überfangbögen über den Fenstern, mittig durch einen Schlussstein aus Sandstein verziert. Die Fenster werden von Sandsteingewänden eingefasst, unter deren Sohlbänken sich kleine Konsolen befinden.

## Geschichte
Die Baumeister Gebrüder Große errichteten 1896/1897 nach eigenem Entwurf für den Obsthändler und Bauunternehmer Carl Heinrich Claus eines von dessen zahlreichen Bauprojekten in der Niederlößnitz. Auf den Bauantrag vom August 1896 folgte die Baugenehmigung im September desselben Jahres. Die Baurevision erfolgte im August 1897. Im September 1897 wurde das Anwesen an den Kaufmann Julius Krauss verkauft.
Ein Jahr nach Eintritt in den Ruhestand siedelte der Volkskundler Alfred Müller 1920 mit seiner Familie in die Mietvilla über, wo er sich seinen wissenschaftlichen Forschungen widmete. Müller verstarb dort 1935.

### Weitere Bauten von Karl Heinrich Claus in Niederlößnitz
Bereits 1894 ließ sich Claus durch Adolf Neumann die Villa Hohe Straße 45 bauen. 1897–99 schloss sich die Villa Bella Vista in der Moritzburger Straße 60 an. 1898/1899 entstanden die Villa Amicitiae in der Moritzburger Straße 50 und die Mietvilla Moritzburger Straße 52 sowie mit etwa einem dreiviertel Jahr Verzug die Mietvilla Moritzburger Straße 54, alle vier durch Hugo Große. 1895/1896 folgten die Mietvilla Humboldtstraße 3 (Baumeister Moritz Große) und 1896/1897 die Mietvillen Humboldtstraße 5 und Humboldtstraße 7, beide durch die Bauunternehmung Gebrüder Große. Von diesen ist auch die Mietvilla Robert-Koch-Straße 3 in den Jahren 1897/1898.